# DigiTech
DigiTech è un'azienda statunitense specializzata nella fabbricazione di effetti per chitarra con sede a Sandy, nello Utah. Nel 1990 fu rilevata da Harman International Industries.
È nota soprattutto per aver creato il DigiTech Whammy (che, fabbricato per la prima volta nel 1989, ha reso possibile l'attivazione tramite pedale di effetti di pitch shifting), il delay digitale Time Machine e gli harmonizer Smart Shift IPS33/IPS33B. Da allora l'azienda ha esteso il proprio campo di produzione a pedali quali iStomp, collaborando con Apple per l'integrazione con iPhone
Nel 2004 DigiTech ha introdotto sul mercato un pedale overdrive di nome Bad Monkey Tube Overdrive.
DigiTech produce anche il processore di effetti RP55, molto popolare tra chitarristi principianti e amatoriali.